# Вилянди
Вилянди (на естонски: Viljandi; на немски: Fellin, Фелин; на полски: Felin, Фелин) е град в южна Естония, административен център на област Вилянди.

## История
- 1211: Хълмовото укрепление на естонците при Вилянди е обсадено от обединената армия на немци, латвийци и ливонци.
- 1233, август: Ливонският орден превзема укреплението от група руси, които обединяват сили с въстаналите естонци.
- 1234: Великият магистър Волквин (на немски: Wolquin) започва строителството на замък на мястото на старото укрепление. Замъкът Вилянди се превръща в един от най-големите в Балтийския регион. Замъкът е основно укрепление на Ливонския орден и разполага със собствен командир от 1248 г. Продължава да бъде преустрояван и модернизиран в следващите две столетия.
- 1283: Магистърът на ордена Вилекинус де Ендорпе, дава на селището градски привилегии.
- Началото на 14 век: Градът става част от Лигата на ханзата и днес един от петте селища членуващи в лигата.
- 1470: Градът става резиденция на Йохан фон Херсе, по-късно магистър на ордена.
- 1481: Великият княз Иван III Василиевич организира обсада на замъка, която завършва с провал за Московското княжество.
- 1560: Мовсковските руси превземат замъка, по време на Ливонската война.
- Началото на 17 век: По време на Полско-шведска война, замъкът няколко пъти сменя притежанието си. Накрая завършва целият в руини, участ, която сполетява и самия град. Вилянди е лишен от градските си привилегии.
- 1780: Императица Екатерина Велика превръща Вилянди в областен град. Възстановява се местната автономия и градските привилегии, отнети от руснаците след Великата северна война. Нараства политическата и икономическата важност на града. Населението нараства. Съживяват се занаятите, търговията и културния живот. Настъпва период на разцвет.
- 1870: Започва издаването на известния естонски вестник „Sakala“ във Вилянди.
- 1993: В града започва ежегодно да се провежда фолк фестивал, днес един от най-мащабните в Европа.

## Побратимени градове
- Есльов, Швеция